# Lagoa das Pedras (Crateús)
Lagoa das Pedras é um distrito do município brasileiro de Crateús, no interior do estado do Ceará. Segundo o censo demográfico de 2022, realizado pelo Instituto Brasileiro de Geografia e Estatística (IBGE), sua população era de 1 761 habitantes e havia 601 domicílios particulares permanentes ocupados. Foi criado pela lei municipal nº 218 de 6 de dezembro de 1996.
De acordo com o IBGE, em 2010 a população era de 1 850 habitantes e havia 658 domicílios particulares.
Seus primeiros habitantes foram a família Braz, que com o passar dos anos foi crescendo e se estabelecendo no distrito, tornando-o como o mais desenvolvido do município de Crateús.